# Route 113 (Colombie-Britannique)
La Route Nisga'a, officiellement numérotée Route 113, est une route dans le district régional de Kitimat-Stikine en Colombie-Britannique. Elle débute à Terrace à sa connexion avec la route transcanadienne 16 et donne accès aux villages de la Nation Nisga'a (Gitlaxt'aamiks (New Aiyansh), Gitwinksihlkw (Canyon City), Ging̱olx (Kincolith), Laxgalts'ap (Greenville). La route quitte Terrace par le nord et longe la rivière Kitsumkalum. Lorsqu'elle atteint la rivière Nass, elle bifurque vers l'ouest jusqu'à Ging̱olx (Kincolith) sur un total de 169 km (105 mi). Il existe une route collectrice (Nass road) jusqu'à Nass Camp, à 12 km (7 mi) de là. Cette route se poursuit sur 50 km par la route forestière du Nass (Nass Forest Service Road ou Cranberry Connector) jusqu'à Cranberry Junction, au carrefour avec la route 37. La route forestière du Nass permet aussi l'accès à Kitsault par la route d'Alice Arm,.
La route a été numérotée en 2006. Le numéro 113 a été choisi en raison de la signification historique de ce numéro pour les Nisga'a. En 1887, un chef Nisga'a a fait le chemin jusqu'à Victoria afin de rencontrer les représentants gouvernementaux, demandant une certaine autonomie. L'accord final a été accepté au Parlement 113 ans plus tard, en 2000,.

## Intersections majeures
| District régional | Ville   | km     | Destinations                         | Notes |
| ----------------- | ------- | ------ | ------------------------------------ | ----- |
| Kitimat-Stikine   | Terrace | 0,00   | BC-16 – Prince George, Prince Rupert |       |
| Kitimat-Stikine   | Ging̱olx | 168,55 | Cliff Street                         |       |
|                   |         |        |                                      |       |